# Нападение на полицейскую академию в Боготе
Нападение на полицейскую академию в Боготе — атака, произошедшая 17 января 2019 года, во время которой 56-летний Хосе Рохас на начинённом взрывчаткой автомобиле врезался в стену здания Национальной полицейской академии Колумбии в Боготе и произвёл самоподрыв. В результате 21 человек погиб и 68 получили ранения. Ответственность за атаку взяла на себя леворадикальная повстанческая организация Армия национального освобождения.

## Предыстория
С мая по июль 2018 года в Гаване на Кубе состоялись пятый и шестой раунды переговоров между предыдущей администрацией Колумбии и членами Армии национального освобождения (АНО).
17 июня в Колумбии прошел второй тур президентских выборов, победителем по итогам которого был признан кандидат от правой партии Иван Дуке. После объявления результатов он заявил о необходимости внесения поправок в соглашение о мире с РВСК (ФАРК). Он также заявил, что продолжит переговоры с АНО при условии участия в них международных наблюдателей и прекращения повстанцами «преступной деятельности». Кроме того, Дуке считает, что прежде чем получить право участвовать в политической жизни Колумбии, члены АНО должны отбыть минимальные тюремные сроки.
В ходе шестого раунда переговоров стороны обсуждали в первую очередь восстановление режима прекращения огня, срок которого истек в январе 2018 года, при этом между сторонами по-прежнему сохранялись разногласия, препятствующие заключению нового соглашения.

## Ход событий
17 января 2019 года, сбив охранника, во двор Национальной полицейской академии Колумбии в Боготе въехал фургон с 80 килограммами пентолита. Наполненный взрывчаткой автомобиль врезался в стену здания академии сразу после церемонии вручения выпускникам званий. В результате атаки погиб 21 человек и 68 получили ранения.
По данным властей, нападение осуществил 56-летний колумбиец Хосе Альдемар Рохас Родригес, который погиб в результате взрыва. Министр обороны Колумбии заявил, что Хосе Альдемар Рохас Родригес был ранее тесно связан с повстанцами и потерял правую руку. Родригес родился в Пуэрто-Бояка в 1962 году и был главой Фронда имени Доминго Лаина Саенса Армии национального освобождения.
18 января правоохранительные органы Колумбии задержали подозреваемого в организации теракта 39-летнего Рикардо Андреса Карвахаля.
Повстанцы Армии национального освобождения (АНО) взяли на себя ответственность за нападение, при этом заявив, что проведенная операция против объектов и войск, является законной в рамках правил войны, учитывая, что не было жертв, которые не могли бы сражаться против них. Однако позже было заявлено, что нападение стало ответом одной из отдельных групп, выступавшей против мирных переговоров, на атаки со стороны правительства.

## Последствия
18 января Президент Колумбии Иван Дуке отдал приказ об аресте 10 представителей Армии национального освобождения (АНО), которые входят в состав переговорщиков и находятся на Кубе, и призвал кубинские власти выдать членов повстанцев. Глава кубинского МИД Бруно Родригес Парилья заявил, что Куба будет действовать в соответствии с протоколами, подписанными колумбийским правительством и АНО, включая протокол на случай срыва переговоров.
Жители Колумбии осудили отказ Дуке вести диалог с АНО и развёртывание правительством масштабных военных действий в ответ на акции повстанцев. Был запущен специальный хештег #AdelantePorLaPaz («Вперёд за мир»), демонстрирующий желание завершения вооружённого конфликта в стране. Верховный комиссар Колумбии по вопросам мира Мигель Себальос, в свою очередь, официально исключил возможность диалога правительства с Армией национального освобождения.
Глава делегации АНО на переговорах в Гаване Пабло Бельтран отметил, что атака на академию была ответом одной из отдельных групп, выступавшей против мирных переговоров, на атаки со стороны правительства, и что представители не знали о планах нападения. Бельтран также заявил, что подписанные в Гаване соглашения полностью соблюдались всеми подразделениями АНО, но с приходом к власти Ивана Дуке АНО подверглась множеству атак, и это заставило повстанцев отказаться от ожидания другой стороны за столом переговоров. «Никто не может заставить нас сидеть сложа руки, если на нас нападают», — добавил Пабло Бельтран.